# Trige
Trige is een plaats in de Deense regio Midden-Jutland, gemeente Aarhus, en telt 2637 inwoners (2007).

## Zie ook

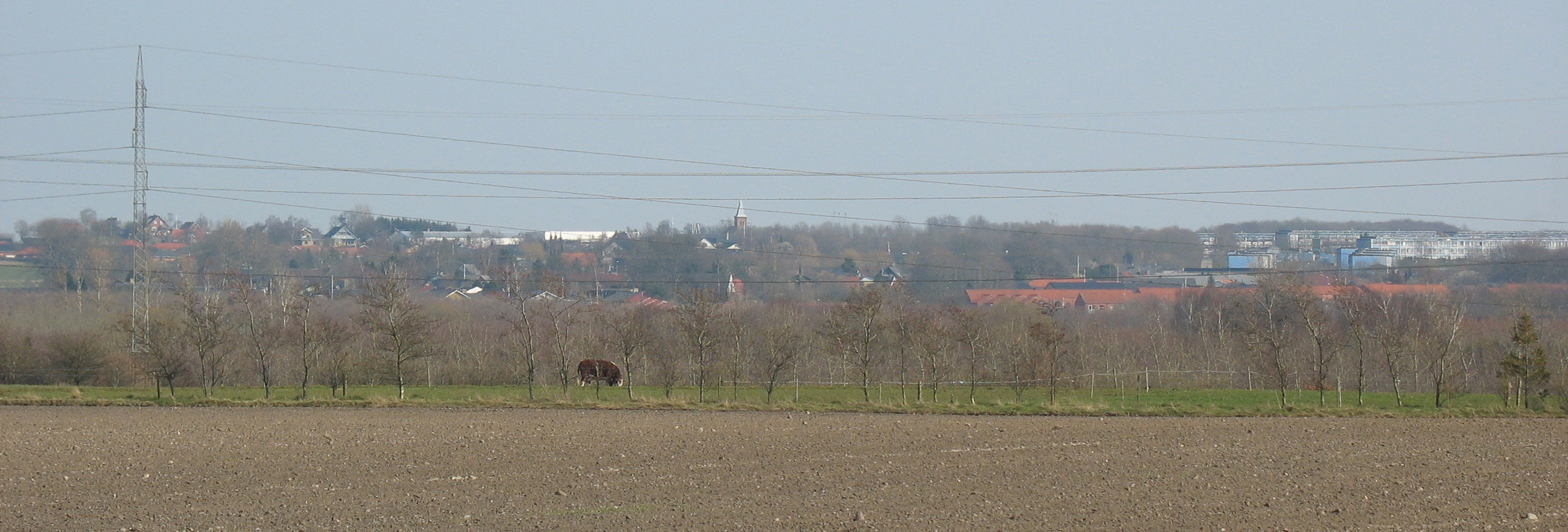
Trige (vanuit het westen)